# Ghelna sexmaculata
Ghelna sexmaculata är en spindelart som först beskrevs av Banks 1895.  Ghelna sexmaculata ingår i släktet Ghelna och familjen hoppspindlar. Inga underarter finns listade i Catalogue of Life.